# Дунганский язык
Дунга́нский язы́к (самоназвания хуэйзў йүян 回族語言 /xuəi˨˦ tsu˨˦ y˥˩ iæ̃˨˦/ или җун-ян хуа 中原話 /ʈʂuŋ˩˨ iæ̃˨˦ xua˥/) — язык дунган, народа в Центральной Азии. Принадлежит к диалектам мандаринского языка сино-тибетской языковой семьи. Письменный дунганский, в отличие от большинства других китайских языков, использует алфавитное письмо (кириллицу), а не китайские иероглифы.

## История
Среднеазиатские дунганоязычные мусульмане переселились на территорию современных Киргизии, Казахстана и Узбекистана после подавления мусульманского восстания в северо-западном Китае в 1862—1877 гг. В СССР в процессе национально-государственного размежевания в Средней Азии, инициированного в 1924 г., в качестве официального наименования для говорящих на мандаринском языке мусульман-переселенцев был выбран этноним «дунгане». В самом Китае этот этноним не был известен. Он появился у тюркоязычных народов в Средней Азии в качестве названия тех мусульман, которые были массово перемещены из провинций Ганьсу и Шэньси — главным образом в 1764 г. во время образования Илийского генерал-губернаторства с центром в Кульдже. По одной из версий, слово «дунгане» имеет тюркское происхождение. По другой, оно восходит к мандаринскому слову тунькынь (屯垦) — «военные поселения пограничных земель», широко распространённому в Синьцзяне (совр. Синьцзян-Уйгурский автономный район) в период его завоевания империей Цин.
Самоназвания дунган СССР и СНГ, используемые до настоящего времени, — хуэйхуэй, хуэймин, ло хуэйхуэй — слово хуэй в мандаринском языке, в том числе у дунган, в широком смысле означает мусульман, вне зависимости от языка или этноса. Также используется название җун-ян жын («люди Центральной равнины»). Свой язык они именуют соответственно хуэйзў йүян «язык народа хуэй» или җун-ян хуа «язык Центральной равнины».
В КНР мусульмане, говорящие на мандаринском языке, официально выделяются в этническое меньшинство хуэй, однако их язык не считается отдельным от мандаринского. В СССР дунганский считался языком по политическим причинам. Часть лингвистов, например, Ю. Цунвазо и М. Я. Сушанло, считали дунганский и «китайский» (мандаринский) язык Китая отдельными языками, указывая на различия в фонетике и грамматике между языком советских дунган и пекинским диалектом мандаринского языка. В то же время А. и Е. Драгуновы в 1937 году писали, что диалекты мандаринского в собственно Ганьсу и Шэньси в Китае на тот момент были ещё слабо изучены, поэтому говорить о сходствах и различиях их с дунганским «было бы несколько преждевременно». М. Х. Имазов считал дунганский самостоятельным языком, но также ганьсуйский и шэньсийский диалекты, на которых говорят мусульмане в Китае, он считал диалектами дунганского, а не «китайского» (мандаринского).

## Распространение
Дунганский язык распространён главным образом в Кыргызстане (63 тыс. носителей по переписи 2022 года, преимущественно в Ысык-Атинском районе, Московском районе и городе Токмак Чуйской области) и Казахстане (74 тыс. носителей по переписи 2021 года, преимущественно в Кордайском районе Жамбылской области). Согласно переписям 2021—22 годов, в этих двух странах живёт 145 342 дунган, из них 137 141 (94,3 %) указали владение дунганским языком. Большинство дунган двуязычны: почти 70 % владеют также русским языком, 28,7 % владеют государственным языком соответствующей страны (в Казахстане казахским владеют 43,2 % дунган, в Киргизии киргизским — 11,4 %).
В дунганском языке выделяют два основных диалекта: «ганьсуйский» (в некоторых советских работах назывался «фрунзенский») и «шэньсийский» («токмакский»). Оба они принадлежат к диалектам мандаринского языка Центральной равнины. Ганьсуйский диалект наиболее близок к диалекту мандариноязычных мусульман Синьцзян-Уйгурского автономного района (в Урумчи, Турфане) и жителей северо-восточного Цинхая (района Синина), в меньшей степени современному диалекту собственно провинции Ганьсу. Шэньсийский диалект близок диалектам провинции Шэньси, особенно некоторых районов Сианя.
Ганьсуйские дунгане преобладают в Кыргызстане. Шэньсийские дунгане преобладают в Казахстане, а также в киргизских Токмаке и Милянфане. В качестве основы литературного дунганского в СССР был взят ганьсуйский диалект.
Носители дунганского языка также компактно проживают в Ровенском районе Саратовской области в России, куда дунгане переселились из Центральной Азии.

## Письменность

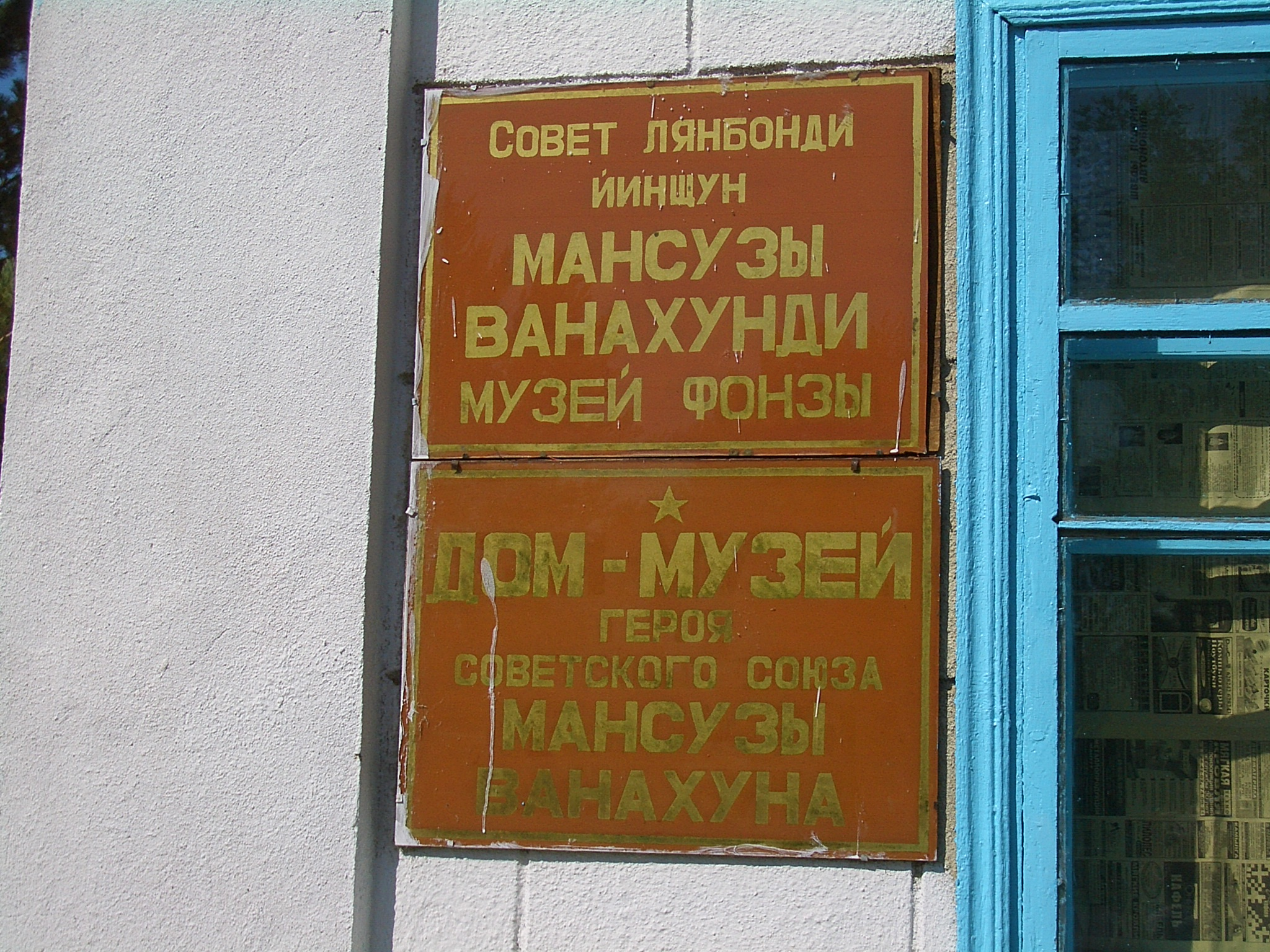
Вывеска Дома-музея Героя Советского Союза Мансузы Ванахуна в с. Милянфан

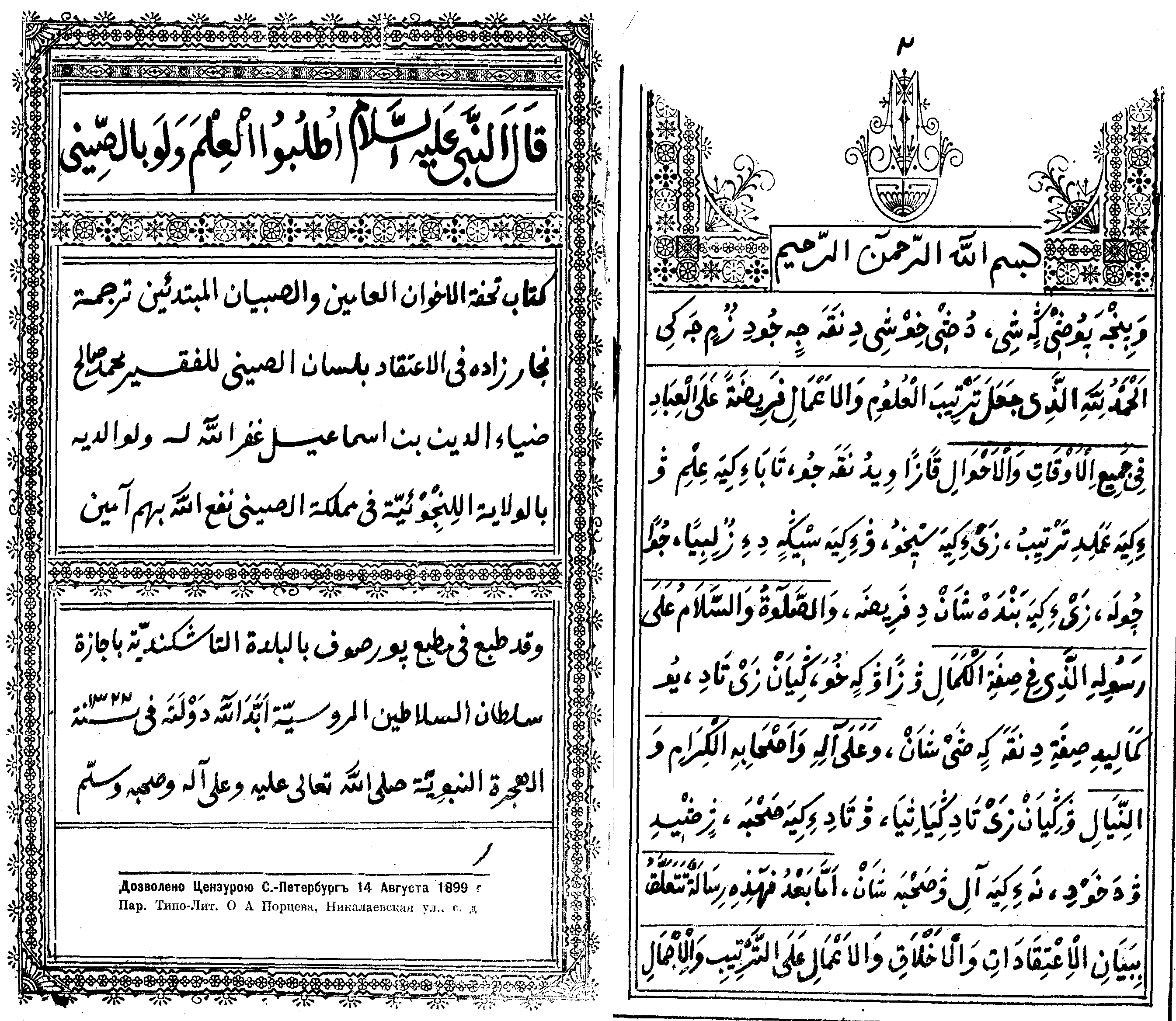
Книга, напечатанная в 1899 г. в Ташкенте, содержит исходный арабский текст и параллельный ему перевод на мандаринский (дунганский) язык, записанный арабо-персидским письмом

Исторически мусульмане, говорящие на мандаринском языке, иногда записывали его арабским письмом, называемым у них щёрҗин (сяоэрцзин, иероглифами трактуется как 小經 или 小錦).
В СССР было разработано три проекта дунганской письменности:
- В 1927 году группой первых дунганских студентов, обучавшихся в Ташкенте, для записи текстов на дунганском языке был создан алфавит на арабской основе. Известен список букв этого алфавита, включавшего некоторые знаки, специфические для системы «сяоэрцзин», но не правила записи перечисленными буквами дунганских слогов. Алфавит использовался в течение короткого периода в стенгазетах, письмах и т. п.
- Первый вариант латинской письменности для дунганского языка датируется уже 1928 годом. В нём были следующие буквы: a в c ç d e f g ƣ i j k l m n ŋ o ө p r s ş s̷ t u v x y z ƶ ь. В окончательном, утверждённом, варианте алфавита была добавлена буква ə, а буква s̷ упразднена. В 1932 году алфавит был реформирован — добавлены буквы w и ⱬ, исключены ƣ, h, ө. В итоге алфавит принял следующий вид[10]:

| A a | B в | C c | Ç ç | D d | E e | Ə ə | F f |
| G g | I i | J j | Ь ь | K k | L l | M m | N n |
| Ŋ ŋ | O o | P p | R r | S s | Ş ş | T t | U u |
| V v | W w | X x | Y y | Z z | Ƶ ƶ | Ⱬ ⱬ |     |

- Подготовительная работа по переходу дунганского языка с латинской на кириллическую графику была начата в конце 30-х годов, но прервана Великой Отечественной войной. В 1953 г. появился новый проект дунганского алфавита на кириллической основе, в основе которого лежали разработки известных лингвистов — синолога А. А. Драгунова и дунгановеда Ю. Я. Яншансина.

| А а | Б б | В в | Г г | Д д | Е е | Ё ё | Ә ә |
| Ж ж | Җ җ | З з | И и | Й й | К к | Л л | М м |
| Н н | Ң ң | О о | П п | Р р | С с | Т т | У у |
| Ў ў | Ү ү | Ф ф | Х х | Ц ц | Ч ч | Ш ш | Щ щ |
| Ъ ъ | Ы ы | Ь ь | Э э | Ю ю | Я я |     |     |

В дунганской письменности не обозначают тоны слогов: написанию ма могут соответствовать слова со значениями «мать», «лошадь», «ругать», различаемые тоном. В словарях и грамматиках тоны могут даваться римскими цифрами (I, II, III для ганьсуйского диалекта) после слова. В отдельных советских школьных учебниках тоны обозначаются буквами на конце слова: ма «мать», маъ «лошадь», маь «ругать».
Американские синологи Джон ДеФрансис (John DeFrancis) и Виктор Мэйр (Victor H. Mair) высоко оценивали значимость создания дунганской письменности на фонетическом алфавитном принципе и её успешного использования. По их мнению, адекватность дунганской орфографии во всех сферах культурной жизни советских дунган означает, что и мандаринский язык в КНР и на Тайване мог бы успешно перейти на алфавитную письменность (пиньинь).

## Фонетика
Дунганская фонетика схожа с фонетикой соответствующих диалектов мандаринского языка в Китае. Согласные противопоставлены по придыхательности, но не звонкости (хотя в заимствованиях из русского звонкие согласные могут в той или иной мере сохраняться). Оба дунганских диалекта тоновые, в изолированных слогах в ганьсуйском диалекте есть 3 тона, в шэньсийском — 4 тона. В ганьсуйском диалекте, на котором в СССР основан литературный дунганский, встречается 351 слог без учёта тонов и 865 слогов с учётом тонов.

### Инициали
|               |               | губные   | альвеолярные | ретрофлексные | палатальные | велярные |
| ------------- | ------------- | -------- | ------------ | ------------- | ----------- | -------- |
| носовые       | носовые       | /m/ ⟨м⟩  | /n/ ⟨н⟩      |               |             | /ŋ/ ⟨ң⟩  |
| взрывные      | неприд.       | /p/ ⟨б⟩  | /t/ ⟨д⟩      |               |             | /k/ ⟨г⟩  |
| взрывные      | придых.       | /pʰ/ ⟨п⟩ | /tʰ/ ⟨т⟩     |               |             | /kʰ/ ⟨к⟩ |
| аффрикаты     | неприд.       |          | /t͡s/ ⟨з⟩     | /ʈ͡ʂ/ ⟨җ⟩      | /t͡ɕ/ ⟨җ⟩    |          |
| аффрикаты     | придых.       |          | /t͡sʰ/ ⟨ц⟩    | /ʈ͡ʂʰ/ ⟨ч⟩     | /t͡ɕʰ/ ⟨ч⟩   |          |
| фрикативы     | глухие        | /f/ ⟨ф⟩  | /s/ ⟨с⟩      | /ʂ/ ⟨ш⟩       | /ɕ/ ⟨щ⟩     | /x/ ⟨х⟩  |
| фрикативы     | звонкие       | /v/ ⟨в⟩  |              | /ʐ/ ⟨ж⟩       | /ʝ/ ⟨й⟩     |          |
| аппроксиманты | аппроксиманты | /v/ ⟨в⟩  | /l/ ⟨л⟩      | /r/ ⟨р⟩       |             |          |

В ганьсуйско-дунганском начальная /u-/ всегда переходит в в- /v-/. У некоторых носителей шэньсийско-дунганского начальные /v-/ и /u-/ различаются: ср. ва /va˩˨/ 襪 «носок» и ва /ua˩˨/ 挖 «рыть, копать».
Инициаль ң- /ŋ/ в некоторых диалектах произносится как [ɣ].
В шэньсийском диалекте дунганского огубленные җу- /ʈʂw/ и чу- /ʈʂʰw/ переходят в бв- /pf/ и пф- /pfʰ/, но на письме в изданных дунганских текстах это обычно не отражается.
Инициаль р- /r/ используется только в заимствованиях и в речи может заменяться на л- /l/.
Дунганские инициали соответствуют пекинским (в записи пиньинем и системой Палладия) следующим образом:
| дунганский | дунганский | пекинский | пекинский | пример |      | дунганский | дунганский | пекинский | пекинский | пример |
| кир.       | МФА        | пиньинь   | палл.     | пример | кир. | МФА        | пиньинь    | палл.     |           | пример |
| ---------- | ---------- | --------- | --------- | ------ | ---- | ---------- | ---------- | --------- | --------- | ------ |
| б          | /p/        | b         | б         | 巴 ба  | с    | /s/        | s          | с         | 思 сы     |        |
| д          | /t/        | d         | д         | 大 да  | щ    | /ɕ/        | x          | с         | 西 щи     |        |
| г          | /k/        | g         | г         | 哥 гә  | ш    | /ʂ/        | sh         | ш         | 石 шы     |        |
| п          | /pʰ/       | p         | п         | 平 пин | з    | /ts/       | z          | цз        | 在 зэ     |        |
| т          | /tʰ/       | t         | т         | 太 тэ  | җ    | /tɕ/       | j          | цз        | 家 җя     |        |
| к          | /kʰ/       | k         | к         | 開 кэ  | җ    | /ʈʂ/       | zh         | чж        | 知 җы     |        |
| ф          | /f/        | f         | ф         | 飛 фи  | ц    | /tsʰ/      | c          | ц         | 菜 цэ     |        |
| х          | /x/        | h         | х         | 好 хо  | ч    | /tɕʰ/      | q          | ц         | 千 чян    |        |
| м          | /m/        | m         | м         | 馬 ма  | ч    | /ʈʂʰ/      | ch         | ч         | 車 чә     |        |
| н          | /n/        | n         | н         | 拿 на  | ж    | /ʐ/        | r          | ж         | 人 жын    |        |
| л          | /l/        | l         | л         | 來 лэ  | й    | /ʝ/        | (y)        | (—)       | 遠 йүан   |        |
| ң          | /ŋ/        | —         | —         | 鵝 ңә  | в    | /v/        | (w)        | (в)       | 萬 ван    |        |

### Финали
| /ɨ/ ⟨ы⟩ | /a/ ⟨а⟩   | /ə/ ⟨ә⟩   | /ɛ/ ⟨э⟩   | /ɔ/ ⟨о⟩  | /əu~ʊ/ ⟨у⟩ | /əi/ ⟨ый⟩  | /əŋ/ ⟨ын⟩ | /æ̃/ ⟨ан⟩   | /ɑŋ/ ⟨он⟩   | /ɚ/ ⟨эр⟩ |
| /i/ ⟨и⟩ | /ia/ ⟨я⟩  | /iə/ ⟨е⟩  |           | /iɔ/ ⟨ё⟩ | /iəu/ ⟨ю⟩  |            | /iŋ/ ⟨ин⟩ | /iæ̃/ ⟨ян⟩  | /iɑŋ/ ⟨ён⟩  |          |
| /u/ ⟨ў⟩ | /ua/ ⟨уа⟩ | /uə/ ⟨уә⟩ | /uɛ/ ⟨уэ⟩ |          |            | /uəi/ ⟨уй⟩ | /uŋ/ ⟨ун⟩ | /uæ̃/ ⟨уан⟩ | /uɑŋ/ ⟨уон⟩ |          |
| /y/ ⟨ү⟩ |           | /yə/ ⟨үә⟩ |           |          |            |            | /yŋ/ ⟨үн⟩ | /yæ̃/ ⟨үан⟩ |             |          |

Финаль -уй /uəi/ после буквы х- пишется как -уэй.
Финаль -у /əu/ в зависимости от диалекта реализуется как [ou] или [ʊ]. В последнем случая она лишь слегка отличается от -ў /u/. Согласные лабиализуются перед -ў /u/, но не перед -у /əu/. После лабиальных согласных (б- /p-/, п- /pʰ-/, м- /m-/, ф- /f-/, в- /v-/) звук /u/ записывается как -у, а не -ў.
Финали -и /i/ и -ый /əi/ не различаются после губно-зубных (ф-, в-) и велярных (к-, г-, х-) инициалей — после них пишется -и, читается [ɪi].
Дунганские -э /ɛ/, -о /ɔ/ происходят из стяжённых дифтонгов /ai/, /au/. В потоке речи они могут слегка дифтонгизироваться в [ɛi] и [ɔu] соответственно.
В шэньсийско-дунганском звук -ә /ə/ заменяется на -ы /ɯ/ после велярных инициалей (к-, г-, х-).
В зависимости от конкретной финали, буква -н обозначает как звук /ŋ/, так и /n/ — последняя обычно реализуется как назализация, например, -ан /-an/ произносится [æ̃]. В дунганском слились в произношении пары финалей /əŋ/ и /ən/ (обе -ын), /uŋ/ и /un/ (-ун), /iŋ/ и /in/ (-ин), /yŋ/ и /yn/ (-үн).
В дунганском есть эризация, она обозначается буквой -р на конце слога. Гласные -а /a/, -о /ɔ/, -э /ɛ/, -ә /ə/, -ў /u/ не изменяются при эризации, гласные -ы /ɨ/, -и /i/, -ү /y/ при эризации имеют форму /ər/, /iər/, /yər/ соответственно. Конечная /ŋ/ при эризации выпадает, но конечная /n/ сохраняется в виде назализации (например, 慢慢兒 манмар читается как /mæ̃˥ mæ̃r˥/).
Дунганские финали соответствуют пекинским следующим образом:
| дунганский | дунганский | пекинский | пекинский | пример |      | дунганский | дунганский | пекинский | пекинский | пример |
| кир.       | МФА        | пиньинь   | палл.     | пример | кир. | МФА        | пиньинь    | палл.     |           | пример |
| ---------- | ---------- | --------- | --------- | ------ | ---- | ---------- | ---------- | --------- | --------- | ------ |
| ы          | /ɨ/        | i         | ы         | 是 сы  | ан   | /æ̃/        | an         | ань       | 三 сан    |        |
| и          | /i/        | i         | и         | 雞 җи  | уан  | /uæ̃/       | uan        | уань      | 短 дуан   |        |
| и          | /ɪi/       | ei        | эй        | 給 ги  | ян   | /iæ̃/       | ian        | янь       | 年 нян    |        |
| ый         | /əi/       | ei        | эй        | 美 мый | үан  | /yæ̃/       | üan        | юань      | 遠 йүан   |        |
| у          | /əu~ʊ/     | ou        | оу        | 走 зу  | он   | /ɑŋ/       | ang        | ан        | 方 фон    |        |
| у          | /u/        | u         | у         | 步 бу  | уон  | /uɑŋ/      | uang       | уан       | 光 гуон   |        |
| ў          | /u/        | u         | у         | 土 тў  | ён   | /iɑŋ/      | iang       | ян        | 良 лён    |        |
| а          | /a/        | a         | а         | 他 та  | ын   | /əŋ/       | en, eng    | энь, эн   | 本 бын    |        |
| ә          | /ə/        | e         | э         | 車 чә  | ун   | /uŋ/       | un, ong    | унь, ун   | 東 дун    |        |
| ә          | /ə/        | o         | о         | 波 бә  | ин   | /iŋ/       | in, ing    | инь, ин   | 金 җин    |        |
| уә         | /uə/       | uo        | о         | 左 зуә | үн   | /yŋ/       | ün, iong   | юнь, юн   | 兄 щүн    |        |
| ү          | /y/        | ü         | юй        | 女 нү  | э    | /ɛ/        | ai         | ай        | 來 лэ     |        |
| ю          | /iəu~iu/   | iou       | ю         | 秋 чю  | уэ   | /uɛ/       | uai        | уай       | 快 куэ    |        |
| я          | /ia/       | ia        | я         | 家 җя  | о    | /ɔ/        | ao         | ао        | 刀 до     |        |
| е          | /iə/       | ie        | е         | 寫 ще  | ё    | /iɔ/       | iao        | яо        | 小 щё     |        |
| уа         | /ua/       | ua        | уа        | 花 хуа | уй   | /uəi/      | ui         | уй        | 追 җуй    |        |
| үә         | /yə/       | üe        | юэ        | 雪 щүә | уэй  | /uəi/      | ui         | уэй       | 回 хуэй   |        |

### Тоны
В дунганском, как и в других диалектах мандаринского языка, есть четыре контурных тона. В ганьсуйском диалекте, на котором основан стандартный дунганский, первые два тона не различаются на конце слова и в изолированных слогах, поэтому в большинстве описаний считают, что в нём есть лишь три тона. Похожая трёхтоновая система существует во многих диалектах мандаринского языка в Ганьсу (в Линься-Хуэйском АО, в Тяньшуе, Цзюцюане и т. д.) и в синьцзянском Турфане.
| ганьсуйский | ганьсуйский | шэньсийский | шэньсийский | пример            | название тона                |
| №           | контур      | №           | контур      | пример            | название тона                |
| ----------- | ----------- | ----------- | ----------- | ----------------- | ---------------------------- |
| I           | 24 ˨˦       | 1           | 12 ˩˨       | 媽 ма «мама»      | 上平 шонпин «верхний ровный» |
| I           | 24 ˨˦       | 2           | 24 ˨˦       | 麻 ма «конопля»   | 下平 щяпин «нижний ровный»   |
| II          | 51 ˥˩       | 3           | 53 ˥˧       | 馬 ма(ъ) «лошадь» | 上聲 шоншын «восходящий тон» |
| III         | 44 ˦        | 4           | 44 ˦        | 罵 ма(ь) «ругать» | 去聲 чушын «уходящий тон»    |

Распределение тонов в дунганском совпадает с таковым в других диалектах Центральной равнины. В отличие от пекинского, слоги с древним входящим тоном и глухими либо сонорными инициалями получают в дунганском тон I (1), тогда как в пекинском их тон случаен: например, слова 說 фә «говорить», 熱 жә «горячий», 鐵 те «железо» в дунганском имеют тон I, в пекинском же их тоны различны (shuō, rè, tiě соответственно).
В ганьсуйском дунганском есть следующие тоновые сандхи:
- в изолированных или конечных слогах тон I имеет контур 24 ˨˦, но в середине слова у него есть два варианта, соответствующих 1 и 2 тону в других диалектах мандаринского (включая шэньсийско-дунганский и пекинский): тон Iа имеет контур 12 ˩˨, тон Iб — 24 ˨˦. Например:

гэмын Iа-Iб 街門 «ворота» читается /kɛ˩˨ məŋ˨˦/, ср. пекинское чтение jiēmén
мынлу Iб-Iб 門樓 «башня над воротами» читается /məŋ˨˦ ləu˨˦/, ср. пекинское чтение ménlóu
- тон II перед другим тоном II имеет контур 32 ˧˨, например:

фиҗин II‑II 水井 «колодец» читается /fɪi˧˨ tɕiŋ˥˩/
Тон в безударных слогах также называется «нейтральным». В шэньсийском диалекте он произносится кратко и является низким (имеет контур 1 ˩). В ганьсуйском диалекте его контур зависит от тона предшествующего слога:
- хазы Iа-0 瞎子 «слепой» — /xa˩˨ tsɨ˨˦/
- чүнзы Iб-0 裙子 «юбка» — /t͡ɕʰyŋ˨˦ tsɨ˥˩/
- йизы II-0 椅子 «стул» — /i˥˩ tsɨ˩/
- тўзы III-0 兔子 «заяц, кролик» — /tʰu˦ tsɨ˩/

### Междиалектные различия
Ниже для сравнения даны чтения иероглифов в пяти диалектах мандаринского языка:
- диалект мусульман («хуэйцев») в Урумчи, Синьцзян-Уйгурский автономный район
- ганьсуйский дунганский
- шэньсийский дунганский
- диалект района Чанъань в Сиане, провинция Шэньси
- диалект Пекина (стандартный мандаринский)

Основные особенности ганьсуйского и шэньсийского диалектов следующие:
- в обоих диалектах дунганского исторические шу- /ʂw-/, жу- /ʐw-/ переходят в ф- /f-/, в- /v-/; в шэньсийском также җу- /ʈʂw/, чу- /ʈʂʰw/ переходят в /pf/, /pfʰ/
- среднекитайские инициали группы 生 /ʂ-/ переходят в с- /s/, з- /ts/, ц- /tsʰ/, а не в ш- /ʂ/, җ- /tʂ/, ч- /tʂʰ/, как в Пекине; в отдельных случаях ганьсуйско-дунганским (и пекинским) ш- /ʂ/, җ- /tʂ/, ч- /tʂʰ/ соответствуют шэньсийские с- /s/, з- /ts/, ц- /tsʰ/

| 書 «книга»        | /fu˧˩/    | фу I /fu˨˦/      | фу1 /fu˧˩/     | /fu˧˩/   | shū /ʂu˥/        |
| 帥 «предводитель» | /fɛ˥/     | фэ III /fɛ˥/     | фэ4 /fɛ˥/      | /fɛ˥/    | shuài /ʂuai˥˩/   |
| 入 «входить»      | /vu˧˩/    | ву I /vu˨˦/      | ву1 /vu˧˩/     | /vu˧˩/   | rù /ʐu˥˩/        |
| 豬 «свинья»       | /ʈʂu˧˩/   | җу I /ʈʂu˨˦/     | бву1 /pfu˧˩/   | /pfu˧˩/  | zhū /ʈʂu˥/       |
| 中 «середина»     | /ʈʂuŋ˥/   | җун I /ʈʂuŋ˨˦/   | бвын1 /pfəŋ˧˩/ | /pfəŋ˧˩/ | zhōng /ʈʂuŋ˥/    |
| 出 «выходить»     | /ʈʂʰu˧˩/  | чу I /ʈʂʰu˨˦/    | пфу1 /pfʰu˧˩/  | /pfʰu˧˩/ | chū /ʈʂʰu˥/      |
| 船 «лодка»        | /ʈʂʰuæ̃˨˦/ | чуан I /ʈʂʰuæ̃˨˦/ | пфан2 /pfʰæ̃˨˦/ | /pfʰã˨˦/ | chuán /ʈʂʰuan˧˥/ |
| 茶 «чай»          | /tsʰa˨˦/  | ца I /tsʰa˨˦/    | ца2 /tsʰa˨˦/   | /tsʰa˨˦/ | chá /ʈʂʰa˧˥/     |
| 生 «рождаться»    | /səŋ˧˩/   | сын I /səŋ˨˦/    | сын1 /səŋ˧˩/   | /səŋ˧˩/  | shēng /ʂəŋ˥/     |
| 站 «стоять»       | /tsæ̃˥/    | цан III /tsæ̃˥/   | цан4 /tsæ̃˥/    | /tsã˥/   | zhàn /ʈʂan˥˩/    |
| 山 «гора»         | /sæ̃˧˩/    | сан I /sæ̃˨˦/     | сан1 /sæ̃˧˩/    | /sã˧˩/   | shān /ʂan˥/      |
| 指 «палец»        | /tsɨ˥˩/   | җы I /ʈʂɨ˨˦/     | зы2 /tsɨ˨˦/    | /tsɨ˥˩/  | zhǐ /ʈʂɨ˨˩˦/     |

- в шэньсийском дунганском мягкие дь- /tj-/, ть- /tʰj-/ переходят в җь- /tɕ-/, чь- /tɕʰ-/
- в дунганских диалектах, особенно шэньсийском, обычно в том или ином виде сохраняется историческая инициаль /ŋ/, в Пекине исчезнувшая

| 提 «поднимать» | /tʰi˨˦/  | ти I /tʰi˨˦/   | чи2 /tɕʰi˨˦/   | /tɕʰi˨˦/  | tí /tʰi˧˥/    |
| 爹 «дядя»      | /tiɛ˧˩/  | де I /tiə˨˦/   | җе1 /tɕiə˧˩/   | /tɕiɛ˧˩/  | diē /tie˥/    |
| 天 «день»      | /tʰiæ̃˧˩/ | тян I /tʰiæ̃˨˦/ | чян1 /tɕʰiæ̃˧˩/ | /tɕʰiã˧˩/ | tiān /tʰiɛn˥/ |
| 我 «я»         | /və˥˩/   | вә II /və˥˩/   | ңә3 /ŋə˥˩/     | /ŋə˥˩/    | wǒ /uo˨˩˦/    |
| 餓 «голодный»  | /və˥/    | вә III /və˥/   | ңә4 /ŋə˥/      | /ŋə˥/     | è /ə˥˩/       |
| 牙 «зуб»       | /ia˨˦/   | я I /ia˨˦/     | ня2 /nia˨˦/    | /ȵia˨˦/   | yá /ia˧˥/     |
| 顏 «лицо»      | /iæ̃˨˦/   | ян II /iæ̃˥˩/   | нян3 /niæ̃˥˩/   | /ȵiã˨˦/   | yán /iɛn˧˥/   |
| 安 «мир»       | /næ̃˧˩/   | нан I /næ̃˨˦/   | ңан1 /ŋæ̃˧˩/    | /ŋã˧˩/    | ān /an˥/      |
| 愛 «любовь»    | /nɛ˥/    | нэ III /nɛ˥/   | ңэ4 /ŋɛ˥/      | /ŋɛ˥/     | ài /ai˥˩/     |
| 惡 «зло»       | /ŋə˧˩/   | ңә I /ŋə˨˦/    | ңә1 /ŋə˧˩/     | /ŋə˧˩/    | è /ə˥˩/       |

- слоги /fei/, /uei/ в дунганском имеют форму фи /fɪi/, ви /vɪi/; аналогично, слоги /kei/, /kʰei/, /hei/ выглядят как ги /kɪi/, ки /kʰɪi/, хи /hɪi/
- у некоторых носителей шэньсийско-дунганского различаются начальные /u-/ и /v-/: первая бывает в слогах с историческими среднекитайскими инициалями 影 /ʔ-/ и 疑 /ŋ-/, вторая — с 微 /ʋ-/ и 日 /ɲ-/
- иначе (по сравнению с пекинским или между диалектами дунганского) распределены финали -уә /-uə/ и -ә /-ə/

| 飛 «летать»   | /fei˧˩/  | фи I /fɪi˨˦/                             | фи1 /fɪi˧˩/                        | /fei˧˩/                    | fēi /fei˥/     |
| 水 «вода»     | /fei˥˩/  | фи II /fɪi˥˩/                            | фи3 /fɪi˥˩/                        | /fei˥˩/                    | shuǐ /ʂuei˨˩˦/ |
| 為 «для»      | /vei˨˦/  | ви I /vɪi˨˦/                             | ви2 /vɪi˨˦/                        | /uei˨˦/                    | wéi /uei˧˥/    |
| 外 «наружный» | (/vɛ˥/)  | разг. ви III /vɪi˥/ (книж. вэ III /vɛ˥/) | разг. ви4 /vɪi˥/ (книж. вэ4 /vɛ˥/) | разг. /uei˥/ (книж. /uɛ˥/) | (wài /uai˥˩/)  |
| 亡 «исчезать» | /vɒŋ˨˦/  | вон I /vɑŋ˨˦/                            | вон2 /vɑŋ˨˦/                       | /vɑŋ˨˦/                    | wáng /uaŋ˧˥/   |
| 王 «царь»     | /vɒŋ˨˦/  | вон I /vɑŋ˨˦/                            | вон2 /vɑŋ˨˦~uɑŋ˨˦/                 | /uɑŋ˨˦/                    | wáng /uaŋ˧˥/   |
| 波 «волна»    | /pə˧˩/   | бә I /pə˨˦/                              | бә1 /pə˧˩/                         | /puo˧˩/                    | bō /puo˥/      |
| 磨 «точить»   | /mə˨˦/   | мә I /mə˨˦/                              | мә2 /mə˨˦/                         | /muo˨˦/                    | mó /muo˧˥/     |
| 說 «говорить» | /fə˧˩/   | фә I /fə˨˦/                              | шә1 /ʂə˧˩/                         | /ʂə˧˩/                     | shuō /ʂuo˥/    |
| 河 «река»     | /xuə˨˦/  | хә I /xə˨˦/                              | хуә2 /xuə˨˦/                       | /xuo˨˦/                    | hé /xə˧˥/      |
| 課 «урок»     | /kʰuə˥/  | куә III /kʰuə˥/                          | куә4 /kʰuə˥/                       | /kʰuo˥/                    | kè /kʰə˥˩/     |
| 科 «отдел»    | /kʰuə˧˩/ | куә I /kʰuə˨˦/                           | куә1 /kʰuə˧˩/                      | /kʰuo˧˩/                   | kē /kʰə˥/      |

- слоги с историческим входящим тоном, в пекинском часто различающие два чтения: книжное и просторечное, в дунганском обычно имеют одно чтение, соответствующее пекинскому просторечному; слоги с бывшим входящим тоном и глухими либо сонорными инициалями получают в дунганском тон I, тогда как в пекинском их тон случаен

| 白 «даром, напрасно» | /pei˨˦/  | бый I /pəi˨˦/  | бый2 /pəi˨˦/  | /pei˨˦/  | bái /pai˧˥/    | bó /puo˧˥/  |
| 北 «север»           | /pei˧˩/  | бый I /pəi˨˦/  | бый1 /pəi˧˩/  | /pei˧˩/  | běi /pei˨˩˦/   | bò /puo˥˩/  |
| 德 «добродетель»     | /tei˧˩/  | дый I /təi˨˦/  | дый1 /təi˧˩/  | /tei˧˩/  | —              | dé /tə˧˥/   |
| 賊 «вор»             | /tsei˨˦/ | зый I /tsəi˨˦/ | зый2 /tsəi˨˦/ | /tsei˨˦/ | zéi /tsei˧˥/   | zé /tsə˧˥/  |
| 隔 «отстоять»        | /kei˧˩/  | ги I /kɪi˨˦/   | ги1 /kɪi˧˩/   | /kei˧˩/  | jiē /tɕie˥/    | gé /kə˧˥/   |
| 給 «давать»          | /kei˥˩/  | ги II /kɪi˥˩/  | ги3 /kɪi˥˩/   | /kei˥˩/  | gěi /kei˨˩˦/   | jǐ /tɕi˨˩˦/ |
| 客 «гость»           | /kʰei˧˩/ | ки I /kʰɪi˨˦/  | ки1 /kʰɪi˧˩/  | /kʰei˧˩/ | qiě /tɕʰie˨˩˦/ | kè /kʰə˥˩/  |
| 黑 «чёрный»          | /xei˧˩/  | хи I /xɪi˨˦/   | хи1 /xɪi˧˩/   | /xei˧˩/  | hēi /xei˥/     | hè /xə˥˩/   |
| 國 «страна»          | /kuei˧˩/ | гуй I /kuəi˨˦/ | гуй1 /kuəi˧˩/ | /kuei˧˩/ | —              | guó /kuo˧˥/ |

- другие примеры междиалектных различий:

| 下 «идти (о дожде)»    | /ɕia˥/          | щя III /ɕia˥/    | ха4 /xa˥/       | /xa˥/           | xià /ɕia˥˩/                  |
| 巷 «улица»             | /xɒŋ˥/          | хон III /xɑŋ˥/   | хон4 /xɑŋ˥/     | /xɑŋ˥/          | xiàng /ɕiaŋ˥˩/               |
| 杏 «абрикос»           | /xəŋ˥/          | хын III /xəŋ˥/   | щин4 /ɕiŋ˥/     | /xəŋ˥/          | xìng /ɕiŋ˥˩/                 |
| 芥 «горчица»           | /kɛ˥/           | гэ III /kɛ˥/     | җе4 /tɕiə˥/     | /tɕiɛ˥/         | jiè /tɕie˥˩/ gài /kai˥˩/     |
| 腔 «полость; акцент»   | /tɕʰiɒŋ˧˩/      | чён I /ʈʂʰiɑŋ˨˦/ | кон1 /kʰɑŋ˧˩/   | /tɕʰiɑŋ˧˩/      | qiāng /tɕʰiaŋ˥/              |
| 日 «солнце»            | /ʐɨ˧˩/          | жы I /ʐɨ˨˦/      | әр1 /ər˧˩/      | /ɐr˧˩/          | rì /ʐɨ˥˩/                    |
| 努 «усердствовать»     | /nu˥˩/          | нў II /nu˥˩/     | ну3 /nəu˥˩/     | /nou˥˩/         | nǔ /nu˨˩˦/                   |
| 做 «делать»            | /tsu˥/          | зў III /tsu˥/    | зу4 /tsəu˥/     | /tsou˥/         | zuò /tsuo˥˩/                 |
| 葦 «камыш»             | /vei˥˩/         | ви II /vɪi˥˩/    | йү3 /y˥˩/       | /y˥˩/           | wěi /uei˨˩˦/                 |
| 全 «весь»              | /tɕʰyæ̃˨˦/       | чүан I /tɕʰyæ̃˨˦/ | цуан2 /tsʰuæ̃˨˦/ | /tsʰuã˨˦/       | quán /tɕʰyan˧˥/              |
| 角 «рог»               | /kə˧˩/ /tɕyə˧˩/ | гә I /kə˨˦/      | җүә1 /tɕyə˧˩/   | /tɕyo˧˩/        | jué /tɕye˧˥/ jiǎo /tɕiau˨˩˦/ |
| 藏 «прятать»           | /tsʰɒŋ˨˦/       | цон I /tsʰɑŋ˨˦/  | чён2 /tɕʰiɑŋ˨˦/ | /tɕʰiɑŋ˨˦/      | cáng /tsʰɑŋ˧˥/               |
| 饃 «манты»             | /mə˨˦/          | мә I /mə˨˦/      | му2 /mu˨˦/      | /muo˥/          | mó /muo˧˥/                   |
| 杯 «чашка»             | /pei˧˩/         | бый I /pəi˨˦/    | пый1 /pʰəi˧˩/   | /pei˧˩ ~pʰei˧˩/ | bēi /pei˥/                   |
| 步 «шаг»               | /pu˥/           | бу III /pu˥/     | пу4 /pʰu˥/      | /pu˥ ~pʰu˥/     | bù /pu˥˩/                    |
| 跪 «стоять на коленях» | /kuei˥/         | гуй III /kuei˥/  | куй4 /kʰuei˥/   | /kuei˥ ~kʰuei˥/ | guì /kuei˥˩/                 |
| 劣 «худший»            | /lyə˧˩/         | лүә I /lyə˨˦/    | лүә2 /lyə˨˦/    | /lye˧˩/         | liè /lie˥˩/                  |
| 論 «излагать»          | /luŋ˥ ~lyŋ˥/    | лүн III /lyŋ˥/   | лүн4 /lyŋ˥/     | /luẽ˥/          | lùn /luən˥˩/                 |

## Грамматика
Дунганская грамматика схожа с грамматикой мандаринского языка в целом. Дунганский — изолирующий язык, в нём нет спряжения и склонения, отсутствуют категории числа, рода и лица. Типичный порядок слов — SVO.

### Местоимения
В дунганском используются следующие местоимения:
- личные:

- единственного числа:

вә II 我 «я» (шэньсийск. ңә3 我, а также притяж. ңэ1 俺),
ни II 你 «ты»,
та I 他 «он, она, оно»
- множественного числа:

вәму III-0 我們 «мы» (шэньсийск. ңә3му0 我們),
за(му) I-0 咱（們） «мы (с вами)»,
ниму II-0 你們 «вы»,
таму I‑I 他們 «они» (шэньсийск. а3на2 阿拿 или та1на2 他拿)
- указательные:

җыгә или җәгә III-0 這個 «этот»
нагә или ныйгә III-0 那個 «тот» (шэньсийск. ву3гә0 兀個)
- вопросительные:

са II 啥 «что»
сый I 誰 «кто»
зуа II ［做啥］ «зачем»
зали II-0 咋哩 «как»
нагә II-0 哪個 «который»
Множественное число у личных местоимений и существительных, обозначающих лиц, обозначается суффиксом му I 們. В дунганском он может употребляться шире, чем в других диалектах мандаринского: например, с любыми одушевлёнными существительными (включая названия животных), или иногда, под влиянием русского языка, с любыми существительными вообще.

### Счётные слова
В дунганском используются счётные слова. Наиболее распространённое из них — гә 0 個 «штука», помимо него существуют специализированные счётные слова для разных типов предметов: ба II 把 для горстей и щепоток, җон I 張 для листов, тё I 條 для полос и дорог, җы I 枝 для веток, пи I 匹 для кусков ткани, бын II 本 для книг, фу III 幅 для картин и т. д. Они употребляются с числительными и указательными местоимениями.

### Частица-ди
Частица -ди 的 обозначает в широком смысле принадлежность. Как и в других диалектах мандаринского, она также используется после глаголов и прилагательных в позиции определения. Некоторые названия профессий образованы с помощью этой частицы: дючуди 丢醜的 «клоун», җонгуйди 掌柜的 «начальник, хозяин (лавки)», җуагуәди 抓鍋的 «повар», ёди чыди 要底吃的 «проситель милостыни» и т. д.
Помимо притяжательной -ди 的, в дунганском есть частица -ди 得／的, которая вводит обстоятельства после глагола (как в -дихын 得很 «очень»), а также частица -ди 地／的, образующая наречия от прилагательных, часто редуплицированных (манманди 慢慢地 «медленно», җеҗе-шышыди 結結實實地 «крепко, основательно», җинҗирди 淨淨兒地 «дочиста, досуха», йүанйүан(р)ди 遠遠（兒）地 «далеко» и т. д.).
О частице несовершенного вида -ди 底／的 см. ниже.

### Глагол-связка-сы
В именных предложениях используется глагол-связка -сы 是.
А. А. Драгунов пишет, что в дунганском существует тенденция к утрате связкой -сы 是 своего самостоятельного значения, из-за чего в советской дунганской орфографии её считают суффиксом и пишут слитно с предшествующим словом. Аргументируется это следующим:
- в дунганском -сы 是 не встречается самостоятельно, без предшествующего слова; на вопросы типа Сый ко мындини? 誰敲門底呢？ «Кто стучит в дверь?» в дунганском допускаются ответы вроде Вә. 我 «Я», Та 他 «Он», но не *Сы вә. *是我, *Сы та. *是他, характерные для пекинского;
- в фразах вроде Җәгә жын бусы кухан. 這個人不是苦漢 «Этот человек — не рабочий» перед отрицанием может вставляться излишний по смыслу суффикс -сы 是, не меняя значения фразы: Җәгә жынсы бусы кухан. 這個人是不是苦漢 В пекинском мандаринском подобная фраза была бы вопросительной, но в дунганском вопросы строятся не в виде *A бу-A *A不A, а только с помощью конечной частицы -ма 嗎;
- связка сы 是 может вовсе выпадать в случаях, когда подлежащее и сказуемое одинаковы: говорят и Җәгә фуфонсы хо фуфон. 這個書房是好書房, и Җәгә фуфон хо фуфон. 這個書房好書房 «Эта школа — хорошая школа»;
- связка сы 是 может смешиваться с частым суффиксом существительных зы 子.

В дунганском не употребляются характерные для других китайских языков выделительные конструкции со связкой вроде *A-сы B-ди *A是B的.

### Вид и время
В отличие от пекинского диалекта мандаринского, в дунганском значительно чаще используются видовые частицы. В дунганском недопустимы фразы вроде пекинских Tā zǒu. 他走 «Он идёт» или Wǒ yǒu qián. 我有錢 «У меня есть деньги» — только Та зўдини. 他走底呢, Вә ю чянни. 我有錢呢. Предложения без видовых частиц в дунганском бывают только следующих типов:
- предложения со связкой сы 是
- повелительные предложения, а также предложения со значением обещания, вроде Вә куэ ги заму зў фан. 我快給咱們做飯 «Я сейчас приготовлю нам еды»
- предложения с отрицаниями, вроде бу 不, бә 叵, мә 沒; ср. Та бу хә җў. 他不喝酒 «Он не пьёт; он не будет пить» и Та хә җўни. 他喝酒呢 «Он пьёт (обычно); он будет пить»
- предложения с модальными глаголами, вроде нын 能 «мочь», кын 肯 «делать часто», хуэй 會 «мочь», хэпа 害怕 «бояться» и т. д.
- предложения с комплементами степени, например: Фонзы дабанди ганҗин. 房子打扮得乾淨 «Дом был красиво украшен»

С этим связана ещё одна особенность дунганского синтаксиса: в нём глаголы, требующие номинальное прямое дополнение в пекинском, могут употребляться без него. Например, в дунганском допустимы фразы:
Вә чы фандини. 我吃飯底呢 и Вә чыдини. 我吃底呢
«Я ем» — ср. пекинск. Wǒ chīfàn. 我吃飯
Вә ще зыдини. 我寫字底呢 и Вә щедини. 我寫底呢
«Я пишу» — ср. пекинск. Wǒ xiězì. 我寫字

#### Форма с-ли
Совершенный вид обозначается частицей -ли 哩, которая в дунганском аналогична частице -le 了 в пекинском диалекте мандаринского языка. В своей типичной форме, частица -ли 哩 повторяется дважды: после глагола и в конце предложения (в пекинском, в отличие от дунганского, её допустимо использовать единожды в любой из этих позиций, со слегка разным смыслом). При отсутствии каких-либо элементов после глагола сочетание *-лили сокращается до -ли 哩.
Вә чыли фанли. 我吃哩飯哩。
«Я поел еды»
Вәму җяни лэли кили. 我們家里來哩客哩。
«К нам пришли гости»
Ни ба җәгә дунщи чыли. 你把這個東西吃哩。
«Обязательно съешь это!»
Конечная частица -ли 哩 используется и без суффикса -ли 哩, часто с отрицанием или в именных предложениях, обозначая в широком смысле возникновение новой ситуации
Та эршы ву суйли. 他二十五歲哩。
«Ему уже двадцать пять лет»
Нённён, ни зэ бә кўли. 娘娘，你再叵哭哩。
«Тётушка, не плачьте больше»
Дюха Исмарли, ни бә цу. 丢下□□□兒哩，你叵愁。
«Насчёт Исмара — не волнуйся»
Та мәйў фәдили. 他沒有説底哩。
«Ему нечего было уже больше сказать»

#### Форма с-дини
Частица -дини 底呢／的呢 используется в конце предложения, после прямого дополнения (при его наличии). Она обозначает длящиеся действия, иногда также обычные и регулярные действия. Часто, но не обязательно, эта форма передаёт настоящее время.
Щя йүдини. 下雨底呢。
«Идёт дождь»
Ваму нян фудини. 娃們念書底呢。
«Дети читают книгу»
Тади ляншу Сўмар кәҗя зэ җәр дын тадини. 他的连手□□兒可家在這兒等他底呢。
«Его друг Сумар уже ждал его тут»
Та җын кўдиниса, тади лёнгә гәзы луәдо җязышонли. 他正哭底呢唦，他的兩個鴿子落到架子上哩。
«Он как раз плакал, когда его два голубя сели на полку» — форма с -дини(са) 底呢（唦） может использоваться в придаточных предложениях, выражающих фоновое действие
Дунганская -дини 底呢 не имеет прямых аналогов в пекинском и других северо-восточных диалектах мандаринского (там омонимичная форма используется только после прилагательных для усиления смысла), но встречается в северо-западных диалектах в форме -dini 底呢 или -zheni 着呢. В пекинском смысл дунганского показателя -дини 底呢 отчасти выражается с помощью слова zhèngzài 正在 перед глаголом.

#### Форма с-ди
Частица -ди 底／的 используется сразу после глагола, перед прямым дополнением, если оно есть. Дунганская -ди 底 схожа с -zhe 着 в пекинском диалекте мандаринского языка: она обозначает стативные ситуации, когда-то начатые и до сих пор продолжающиеся.
Гуәни җўди жу. 鍋里煮底肉。
«В котле варится мясо»
Җуәзышон гәди фу. 桌子上擱底書。
«На столе положена книга»
Она часто встречается в середине предложения, описывая «фоновые» действия, после некоторых стативных глаголов, при отрицании мә 沒.
Щёнҗуонниди ваму чын йитянҗя зэ ман хонзыни худи, фон фынзыдини. 鄉莊里的娃們成一天價在滿巷⼦里吼底，放風子底呢。
«Дети в деревне целый день по всей улице, крича, пускали воздушных змеев» — только последний глагол в предложении имеет -дини 底呢, предшествующий же имеет -ди 底
Вә дэ кан боди, дын Зўхардини. 我在看報底，等□□兒底呢。
«Я читаю газету и жду Зухара» — слово дэ 在／帶 в дунганском аналогично по смыслу пекинскому zài 在, как в zhèngzài 正在; конструкция дэ…ди 在……底 выражает фоновые действия
Зуәди, зуәди. Вә куэзу лэни. 坐底，坐底。我快就來呢。
«Сиди-сиди. Я скоро приду» — форма с -ди 底 используется в вежливых просьбах

#### Форма с-ни
С помощью частицы -ни 呢 выражается ожидаемое действие, включая действие в будущем, регулярное действие, а также намерение или желание.
Мир вәди җонгуйди җя лэ кини. 明兒我的掌柜的家來客呢。
«Завтра к моему начальнику придут гости»
Лон чы ённи. Хузы чы җирни. 狼吃羊呢；狐子吃雞兒呢。
«Волки едят овец. Лисицы едят кур»
Вәму зандо кидянли, йинцысы ди эр тян зу санниди ёдунни чини. 我們站到客店哩，因此是第二天走山里的窰洞里去呢。
«Мы остановились в отеле, потому что хотели на следующий день сходить в горные пещеры»
Да җыгәшон ба то ё даҗә ганҗинни, ё җуонщүди җүнмыйни. 搭這個上把套又打折乾淨呢，又装修得峻美呢。
«Поэтому тебе нужно это хорошо вымыть и красиво украсить»
Кроме того, частица -ни 呢 выражает нереализованные намерения, а также ещё не случившиеся, но ожидаемые события (часто с наречием хан мә 還沒 «ещё не»).
Вә хынбудый донвәр зу подо дащүәни. 我恨不得當望兒走跑到大學呢。
«Жаль, что я не могу тут же добежать до университета»
Заму хан мә йүмянни. 咱們還沒遇面呢。
«Мы ещё не виделись»
Жәту хан мә луәни. 熱頭還沒落呢。
«Солнце ещё не село»

#### Дополнения результата
Вместо суффикса -ли 哩, но не вместе с ним, после глагола может использоваться дополнение («комплемент») результата. Конечнофразовая частица -ли 哩 при этом сохраняется, даже если прямое дополнение при глаголе отсутствует.
Уф, хасы вәли. □，嚇死我哩。
«Ох, ты напугал меня до смерти»
Форма с -дини 底呢 в дунганском может использоваться после комплементов результата, выражая его актуальность; в пекинском здесь использовался бы аналог дунганского -ли 哩. Изредка в похожем смысле встречается форма V-ли O-дини V哩O底呢, в том числе в виде -лидини 哩底呢.
Чынва ба пё мэхадини. 成娃把票買下底呢。
«Чынва купил билет (и он ещё действителен)»
К распространённым комплементам относятся -ха 下 «букв. опускаться», -дё 掉 «букв. падать», -туә 脱 «начинать, букв. отпадать», -кэ 開 «начинать, букв. открывать», -ба 罷 «заканчивать», -гуә 過 «проходить через», -шон 上 «букв. подниматься», -ги 給 «букв. давать» и т. д. Например:
кў 哭 «плакать» — кўтуә 哭脱 «заплакать»
кан 看 «смотреть» — канкэ 看開 «посмотреть, начать смотреть»
гэ 蓋 «строить» — гэха 蓋下 «построить»
пе 撇 «бросать» — педё 撇掉 «бросить, швырнуть»
чы 吃 «есть» — чыба 吃罷 «доесть»

### Прилагательные
Прилагательные в китайских языках являются подвидом глаголов, используются без глагола-связки и могут принимать глагольные частицы.
Самостоятельно в качестве сказуемого прилагательные в дунганском употребляются в следующих контекстах:
- с глагольными видовыми частицами и комплементами

Хуәлузы жәдини. 火爐子熱底呢。
«Печка (сейчас) горячая»
Тади лянмян донвәр ду людёли. 他的臉面當望兒都綠掉哩。
«Его лицо моментально позеленело»
- с утратившим своё значение наречием степени -дихын 得很 «очень» после себя — обычно описывая типичные и характерные для предмета признаки

Волга хэ тэ куандихын. □□□河太寬得很。
«Река Волга очень широка» — здесь значение «очень» передаётся наречием тэ 太, а наречие -хын 很 не имеет собственного значения и используется лишь как грамматическая условность; в отличие от пекинского мандаринского, в дунганском не распространены конструкции с наречием степени хын 很 «очень» перед прилагательным
- в сравнительной конструкции и противопоставлениях:

Гуәзы ган тозы дащер. 果子趕桃子大些兒。
«Яблоки крупнее персиков»
Җәгә хуәлузы лон, нэгә жә. 這個火爐子冷，那個熱。
«Эта печка холодная, а та — горячая»
Прилагательные, как и глаголы, могут субстантивироваться суффиксом -ди 的 и употребляться в перечислениях или с глаголом-связкой сы 是:
Хуатянзыни са хуар ду юни: хунди, хуонди, ланди, фынди з. д. 花店子里啥花兒都有呢：紅的、黃的、藍的、粉的再單另的。
«В цветнике есть разные цветы: красные, жёлтые, синие, розовые и др.»
Минэ мэхади җунзысы ходи. 米乃買下的盅子是好的。
«Стаканы, купленные Минэ, хороши»
Другая конструкция со связкой сы 是 включает в себя повторение существительного-подлежащего с прилагательным в роли его определения.
Җәгә гәрансы дуан гәран. 這個□□是短□□。
«Этот карандаш — короткий»
Так как не любой карандаш является коротким и этот признак не воспринимается как типичный для них, конструкция выше будет предпочтительнее конструкции *гәран дуандихын, подразумевающей характерный, ожидаемый признак. В то же время с наречием тэ 太 «очень» такая форма будет допустима: Гәран тэ дуандихын. □□太短得很 «Карандаш очень короток».

### Предлоги
Предлоги в дунганском представляют собой грамматикализованные глаголы. К распространённым предлогам относятся:

| - ба I 把 «(маркирует прямое дополнение)» - ви III 為 «для» - вон II 往／望 «к, в сторону» - га II 戞 «от (о расстоянии)» - ган II 趕 «по сравнению с» - ги II 給 «для; (маркирует дательный падеж)» - да II 打 «из» - до III 到 «до, в, к» | - дэ III 帶 «и, вместе с» - жон III 譲 «(маркирует побудительный залог)» - җё III 叫 «(маркирует страдательный залог)» - җя I 假／駕 «на» - зэ III 在 «в» - лян I 連 «и, вместе с» - ту I 頭 «с тех пор как» - чо I 朝 «к, по направлению к» |

### Отрицание
В дунганском встречаются следующие частицы отрицания:
- бу I 不 — «не», общее отрицание со значением настоящего времени
- мә I 沒 — «ещё не», отрицание со значением совершенного вида
- бә I 叵 или бо I 嫑 — «не (делай)», запретительное отрицание

## Лексика
Язык дунган долгое время развивался отдельно от мандаринского языка Китая. В дунганском отсутствуют многие аббревиатуры и книжные слова, в пекинском заимствованные из классического китайского или составленные по его моделям. Дунганские названия для некоторых современных реалий часто являются либо собственно дунганскими неологизмами, либо устаревшими в Китае терминами времён империи Цин. Например:

| - бонбан I‑I 幫辦 «помощник местного начальника» - дажын III‑I 大人 «чиновник» - есынйүан II-I-I 野牲園 «зоопарк» - йинтў II‑I 影圖 «фотография» | - тинзы I‑I 廳子 «класс, аудитория» - фынчуан I‑I 風船 «самолёт» - хуату(р) III‑I 話頭兒 «предисловие» - ямын I‑II 衙門 «государственное учреждение, контора» |

Заимствования из русского в дунганской орфографии могут сохранять изначальную форму, но в речи адаптироваться согласно дунганской фонетике, например:

| - Бишкек произносится как би шы кэ кә II-I-II-0 - колхоз — ко лә хо зы I-0-II-0 - комбайн — кон бэ йин I-I-I - космонавт — ко сы мо на фу тә I-0-I-II-III-0 - мотор — мо тор III‑III - резинка — ле җин ка I-III-0 | - совхоз — со фу хо зы I-0-II-0 - солдат — со лә да тә I-0-II-0 - такси — тә кә си I-0-III - театр — җе а тәр I-III-I - трактор — тә ла кә туә ли I-III-0-III-0 - ферма — фер ма I‑II |

Примеры арабо-персидских слов в дунганском:

| - аети II-III-I «аят, стих Корана» < آيت āyat - анла(хў) II‑I(-II) «Бог, Аллах» < الله Allāh - аргили I-II-I «ум, разум» < عقل ʿaql - арлан II‑I «мир, вселенная» < عالم ʿālam - ахун I‑I «имам, ахунд» < آخوند āxund - базар I‑II «базар, рынок» < بازار bāzār - бандэ II‑I «раб» < بانده bānde - бемар II‑I «больной» < بمار bemār - бэти I‑II «бейт, двустишие» < بيت bayt - вардэ II‑I «обещание» < وعده waʿde - вәгәти III-I-I «время, пора» < وقت waqt - газуй II‑I «кадый, шариатский судья» < قاضي qāzi - галэбу II-III-I «сердце» < قلب qalb - гўнахар I-I-II «грех, вина» < گناه gunāh - деванэ II-I-III «юродивый, безумец» < ديواني diwāni - дўва(р) I‑I «молитва, дуа» < دعاء duʿā - етиму I-I-II «сирота» < يتيم yatīm | - җәвабу I-I-II «ответ» < جواب jawāb - зыйкәр III‑I «зикр» < ذكر zekr - кафан, кэфан I‑I «саван» < كفن kafan - марлим I‑III «учитель» < معلم muʿallim - марни II‑III «смысл, значение» < معنى maʿna - нон II «лепёшка» < نان nān - нете, нети II‑I «намерение, цель» < نيت neyyat - суйфэти I-I-II «признак» < صفت sefat - тобэ II‑I «раскаяние, покаяние» < توبه tawbe - хуркун I‑II «хукм, приказ, приговор» < حكم hukm - хэрон II‑I «удивлённый» < حيران heyrān - шәщиди I-I-II «шахид, мученик» < شهيد šahīd - шукур III‑I «благодарность» < شكر šukr - эрзабу I-I-II «мучение, мука, пытка» < عذاب ʿazāb - эрлин I‑II «знание, наука, учение» < علم ʿelm - эршыгә I-II-I «любовь» < عشق ʿešq |

## Примеры текстов
Стихотворение Ясира Шивазы, «Ни зэ бә щё» («Не улыбайся вновь»).
| Дунганское письмо                     | Иероглифы                    | Перевод                                              |
| ------------------------------------- | ---------------------------- | ---------------------------------------------------- |
| Ни зэ бә щё, вә бу щин, ни зэ бә хун! | 你再叵笑！我不信，你再叵哄！ | Не улыбайся вновь, я не верю, не обманывай опять!    |
| Ни зэ бә сы, хулюҗин, вәди нян щин!   | 你再叵撕，狐狸精，我的念心!  | Не вырывай, лисица, мое любящее сердце!              |
| Вә зэ бу на жә щин хуан ниди лын щё,  | 我再不拿熱心換你的冷笑，     | Я не обменяю горячее сердце на твою холодную улыбку, |
| Вә чин ни хуан хо щинчи. Зэ бә зо вә! | 我請你還好腥氣，再叵找我!    | Прошу тебя исправиться. Не ищи меня больше!          |

Дунганская народная сказка на шэньсийском диалекте, записанная в селе Масанчи в 1959 году у Яняр Дунларовой 1920 года рождения. Текст приводится по «Дунганские народные сказки» (Хуэйзў минжынди гўҗир 回族民人古記兒), 1976.
| Дунганское письмо | Иероглифы | Перевод |
| --- | --- | --- |
| «Лоханҗи сангә нүзы» | 《老漢的三個女子》 | «Три дочери старика» |
| Нэхур ю йигә лохан лян лопәр. Тана шули сангә нүзы. Лохан лян лопәр ба сангә нүзы гили жынли. Ю йичян, лохан зэ дуә нүзы җяни чили. Дуә нүзы шәни: «Ңэй да, ңә ги ни зу йиҗяр чычи».                                                                                               | 那候兒有一個老漢連老婆兒。他拿守哩三個女子。老漢連老婆兒把三個女子給哩人哩。有一天，老漢在大女子家里去哩。大女子説呢：“俺達，我給你做一點兒吃去。”                                                                         | Жили-были старик со старухой, и было у них три дочери. Старик и старуха выдали всех троих дочерей замуж. Однажды пошёл старик домой к старшей дочери. Старшая дочь сказала: «Папа, я пойду сделаю тебе немного поесть».                                                                                          |
| Дуә нүзы ба цун чили, ю лўфини. Та мә ба, лай шә та дани: «Цун паҗи лўфи». | 大女子拔葱去哩，有露水呢。他沒拔，來説他達呢：“葱怕底露水。” | Пошла старшая дочь надёргать зелёного лука, а на нём роса. Не надёргала, пришла она к отцу и сказала: «Зелёный лук боится росы!». |
| Лохан мә чы зули. Та додо җи эргә нүзыҗи җянили. Җи эргә нүзы шәни: «Да-я, ңә ги ни зу йиҗяр чычи». | 老漢沒吃走哩。他到到第二個女子的家里哩。第二個女子説呢：“達呀，我給你做一點兒吃去。” | Не поел старик, и ушёл. Пришёл он домой ко второй дочери. Вторая дочь говорит: «Папа, я пойду сделаю тебе немного поесть». |
| Эр нүзы гуә җюцай чили хэпа эрту сэй, та йүан хуэй лай шә та дани: «Да-я, җю паҗи сэй». | 二女子割韭菜去哩害怕日頭晒，他原回來説他達呢：“達呀，韭怕底晒。” | Пошла вторая дочь срезать лук-порей, но испугалась палящего солнца. Снова пришла она и сказала: «Папа, лук-порей боится обжечься!». |
| Лохан да җи эргә нүзыҗи җяни е зули. Та до җи сангә нүзыҗи җянили. Җи сангә нүзы зуҗи ёнжу бозы. Та йикан, та да лайҗыни, йиха ба ёнжу бозы йүан ўчў гэйчўли. Лохан ба җыгә ги канчуәли. Ба та чиҗи, йүан хуэйчили. Та йи до җяни, лопәр вынҗи: «Ни зэ сангә нүзыҗи җяни чыҗи са?» | 老漢打第二個女子的家里也走哩。他到第三個女子的家里哩。第三個女子做底羊肉包子。他一看，他達來這里，一下把羊肉包子原捂住蓋住哩。老漢把這個給看着哩。把他氣底，原回去哩。他一到家里，老婆兒問底：“你在三個女子的家里吃底啥？” | И из дома второй дочери ушёл старик. Пришёл он домой к третьей дочери. Третья дочь готовила бозы с бараниной. Как увидела, что отец её приходит, так сразу же закрыла бозы крышкой. Заметил это старик, и разозлился, и снова ушёл. Как пришёл домой, старуха его спрашивает: «Ты поел ли дома у трёх дочерей?». |
| Лохан шыщёҗи, ги лопәр хуэйдали: «Цун паҗи лўфи, жю паҗи сэй; Енжуҗи бозы, ўли гэй». | 老漢失笑底，給老婆兒回答哩： “葱怕底露水，韭怕底晒。 羊肉的包子，捂哩蓋。” | Старик усмехнулся и отёветил: «Зелёный лук боится росы, лук-порей боится обжечься; бозы с бараниной — закрыты крышкой». |